# Larráinzar
Larráinzar é um município do estado do Chiapas, no México. A população do município calculada no censo 2005 era de 17.320 habitantes.